# Mewa tybetańska
Mewa tybetańska (Chroicocephalus brunnicephalus) – gatunek średniej wielkości ptaka z rodziny mewowatych (Laridae). Wędrowny; gniazdują w górach południowo-centralnej Azji, zimują na jej południowych i południowo-wschodnich wybrzeżach. Nie są zagrożone wyginięciem.

## Taksonomia
Po raz pierwszy gatunek opisał Thomas Caverhill Jerdon w 1840 na podstawie holotypu z zachodniego wybrzeża Półwyspu Indyjskiego. Nowemu gatunkowi nadał nazwę Larus brunnicephalus. Obecnie (2020) Międzynarodowy Komitet Ornitologiczny umieszcza mewę tybetańską w rodzaju Chroicocephalus. Uznaje gatunek za monotypowy. Niektórzy autorzy podtrzymują nazwę Larus brunnicephalus. Populacja z Pamiru zdaje się mieć cechy pośrednie między mewą tybetańską a śmieszką (Chroicocephalus ridibundus), stąd też część autorów uznaje ją za reprezentującą osobny podgatunek śmieszki.

## Morfologia
Długość ciała 41–45 cm, masa ciała 450–714 g. Wyglądem mewy tybetańskie przypominają śmieszki. W odróżnieniu do niej mają jednak jasną tęczówkę i masywniejszy dziób. Ponadto na czarnych końcach lotek I rzędu występuje biała plama. W szacie godowej brązowy obszar na głowie jest jaśniejszy niż u śmieszki, a jego czarna krawędź jest lepiej widoczna. W szacie spoczynkowej wzór na głowie identyczny jak u śmieszki.

## Zasięg występowania
Mewy tybetańskie są wędrowne. Gnieżdżą się w górach południowo-centralnej Azji, między 3000 a 4500 m n.p.m.: w Turkiestanie i zachodnich Chinach (zachodnia część regionu autonomicznego Sinciang), dalej na południe do Pamiru (po jezioro Kara-kul), Ladakh i Tybetu. Zimują na obszarze od południowo-wschodniej Azji przez wybrzeża Indii i północnej Sri Lanki po Półwysep Arabski.

## Ekologia i zachowanie
Mewy tybetańskie gniazdują na wyspach dużych, wysoko położonych jezior o różnym zasoleniu lub na przyległych do nich bagnach. Sezon lęgowy zaczyna się w maju. Gniazdują kolonijnie, kolonie liczą od 50 do kilku tysięcy par. Zimują na wybrzeżach i na rzekach. W sezonie lęgowym dieta urozmaicona; zjadają gryzonie, odpadki, larwy, pozbawione skorup ślimaki i dżdżownicowate; zimą żywią się między innymi rybami, krewetkami.

## Status
IUCN uznaje mewę tybetańską za gatunek najmniejszej troski (LC, Least Concern) nieprzerwanie od 1988. W 2018 organizacja Wetlands International szacowała liczebność światowej populacji na 100–200 tysięcy osobników. Ze względu na brak istotnych zagrożeń czy dowodów na spadki liczebności BirdLife International ocenia trend populacji jako prawdopodobnie stabilny.  